# O Silêncio da Chuva
O Silêncio da Chuva é um romance policial, do autor carioca Luiz Alfredo Garcia-Roza, publicado em 1996, e é o primeiro caso do Inspetor Espinosa, famoso personagem do autor, protagonista não só deste livro, mas como de diversas outras obras suas. Em 1997, o romance ganhou dois importantes prêmios literários, o Prêmio Nestlé de Literatura Brasileira, e o Prêmio Jabuti, na categoria Romance.
É o primeiro livro ficcional de Garcia-Roza, ex-professor titular da Universidade Federal do Rio de Janeiro, a UFRJ, tendo escrito oito livros sobre psicanálise e filosofia anteriormente. 

## Enredo
Tudo parece calmo, tranquilo e rotineiro na já conturbada rotina do Inspetor Espinosa, quando se vê em meio a uma trama misteriosa, sórdida e inacreditável. Ricardo Carvalho, importante empresário é encontrado morto, vítima de um tiro na cabeça, em seu luxuoso carro, em um edifício-garagem no centro do Rio de Janeiro. Fazendo surgir dúvidas, desconfianças e reviravoltas. Encarregado de resolver o enigma, Espinosa se vê cada vez mais ligado ao caso – A viúva do empresário, Bia Vasconcelos, uma requisitada e renomada design de moda e arte, de família nobre do Rio de Janeiro, acaba se envolvendo ainda mais com Júlio de Azevedo, um professor universitário, que por sua vez tem uma forte ligação com Alba Antunes uma mulher fogosa e intensa, sócia de uma academia em Ipanema. Porém, o que ninguém esperava é o desaparecimento de Rose, secretária do falecido Ricardo Carvalho, poucos momentos depois de marcar um encontro urgente com Bia, dizendo-lhe que teria importantes revelações à recente viúva. Envolto a uma trama surpreendente, o livro se desenrola nos bairros do Rio de Janeiro, em uma história policial, misteriosa e desafiadora.

## Personagens
- (Inspetor) Espinosa – Inspetor da 1ª DP, Espinosa é um homem de meia idade, solteiro, solitário e dedica sua vida quase que totalmente à policia e aos casos sórdidos que tem de conviver todos os dias.
- Bia Torres Vasconcelos Carvalho  – Importante e reconhecida design de moda e arte, foi casada durante anos com Ricardo Carvalho. Doce, sensível e elegante, Bia é aquele tipo de mulher que atrai todos os homens à sua volta, inclusive Espinosa e Júlio. É dona de uma requisitada galeria de arte na Zona Sul do Rio de Janeiro.
- Alírio Torres Vasconcelos – Pai de Bia, homem de negócios, dedicado a filha e inflexível. Nunca aceitou o casamento entre Bia e Ricardo, por quem nunca nutriu uma amizade, tão pouco uma admiração.
- Júlio Campos de Azevedo – Professor Universitário, logo se encanta por Bia Vasconcelos. Separado e na altura dos quarenta anos tem um envolvimento com Alba, uma mulher de temperamento forte e comportamento instável.
- Alba Antunes – Intensa e com um temperamento forte, é uma bela mulher, sócia de uma academia em Copacabana. Se envolve com Júlio e é altamente ciumenta, apesar de não ter coragem de fazer mal à ninguém.
- Cláudio Lucena – Grande amigo e sócio de Ricardo, Cláudio é um típico homem de negócios, assim como o falecido amigo. Fútil, infiel à esposa e indiferente o que não admira em nada Espinosa.
- Rose Silveira – Humilde, simples e competente, Rose é ex-secretária de Ricardo Carvalho, e acaba sumindo de uma hora para outra, poucos dias depois da noticia da morte do ex-chefe.

## Temas
Diferente de outros livros de ficção policial que focam suas histórias no crime e na violência, os romances de Garcia-Roza tem como tema principal a questão psicológica do criminoso, os motivos pelos quais ele comete um crime, e o que o move para a delinquência. Assim, seus romances apresentam um detetive que usa mais da inteligência do que da força bruta para encontrar a solução do crime. O detetive Espinosa, no entanto, não é um gênio da dedução, é apenas um sujeito comum que possui habilidades medianas e se esforça para realizar o seu trabalho, conforme afirma o próprio autor em entrevista para o jornal Folha de S. Paulo: “O que pretendo com o Espinosa é mostrar que pode haver uma polícia inteligente e essa inteligência não precisa ser a do grande gênio. O policial pode ser um homem comum e, necessariamente, um sujeito ético”.
Outro tema muito abordado em suas obras é a solidão do homem contemporâneo, sendo representada pela figura do detetive Espinosa, uma personagem que não possui família próxima nem amigos, trabalha e vive sozinho.

## Adaptação
Em 2018, foi anunciada a adaptação do livro para o cinema, com direção de Daniel Filho e roteiro de Lusa Silvestre ("Estômago", "O Roubo da Taça" e "A Glória e a Graça"), estrelando o ator Lázaro Ramos, no papel do detetive Espinosa. O filme foi lançado em 2021, sendo uma adaptação livre do premiado romance.